# 国道320号

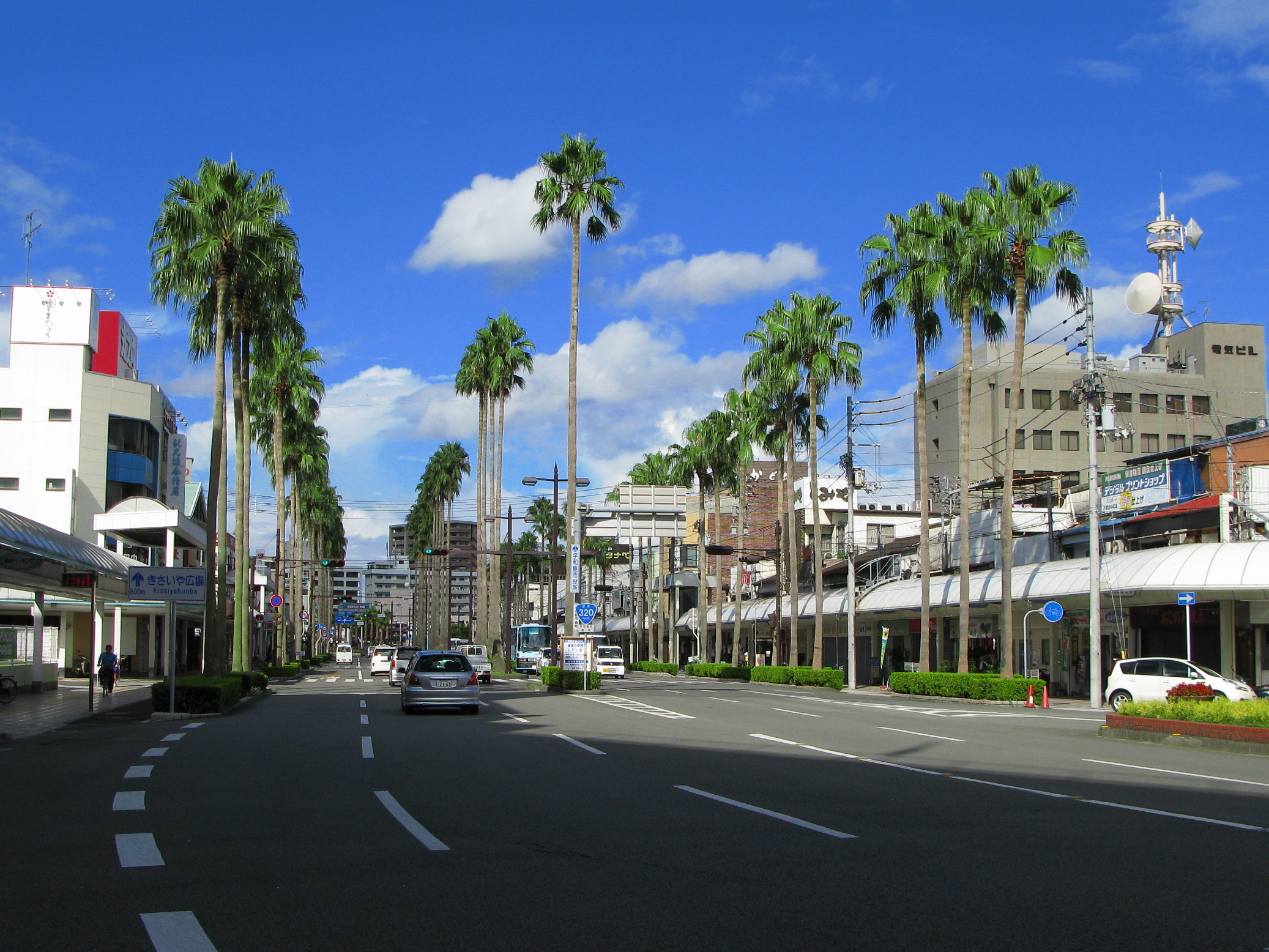
宇和島市内のJR宇和島駅前にある通称「ワシントンヤシ通り」。ワシントンヤシの並木道は、読売新聞社選定の「新・日本街路樹100景」（1994年）に選定されている。（2010年8月）

国道320号（こくどう320ごう）は、高知県宿毛市から愛媛県宇和島市を経由して、北宇和郡鬼北町に至る一般国道である。

## 概要
起点から宇和島市までは国道56号と重複しており、実延長は総延長の1/4程度である。南予地方の中心都市である宇和島と鬼北盆地とを短絡するルートで、1997年（平成9年）3月の柿原バイパス（宇和島市曙町 - 同市柿原）開通によって全線の改良が完成した。国道197号や高知自動車道と合わせ、宇和島地域から高知県中部間の速達コースとしても利用されている。
宇和島市には支線（宇和島市弁天町・道の駅うわじま きさいや広場 - 同市栄町港）がある。

### 路線データ
一般国道の路線を指定する政令に基づく起終点および重要な経過地は次のとおり。
- 起点：宿毛市（国道56号上、国道321号終点）
- 終点：愛媛県北宇和郡日吉村[注釈 2]（国道197号交点）
- 重要な経過地：宇和島市、愛媛県北宇和郡広見町[注釈 2]
- 総延長 : 90.3 km（重用延長を含む）[4][注釈 3]
- 重用延長 : 54.6 km[4][注釈 3]
- 未供用延長 : なし[4][注釈 3]
- 実延長 : 35.7 km[4][注釈 3]
  - 現道 : 34.7 km[4][注釈 3]
  - 旧道 : なし[4][注釈 3]
  - 新道 : 1.0 km[4][注釈 3]
- 指定区間：国道56号と重複する区間（高知県宿毛市（起点） - 愛媛県宇和島市栄町港）[5]

## 歴史
- 1970年（昭和45年）4月1日 - 一般国道320号（宿毛市 - 愛媛県北宇和郡日吉村[注釈 2]）として指定[6]。

## 路線状況

### 重複区間
- 国道56号（高知県宿毛市宿毛（起点） - 愛媛県宇和島市栄町港1丁目・栄町港交差点）
- 国道381号（愛媛県宇和島市栄町港1丁目・栄町港交差点 - 北宇和郡鬼北町大字永野市・永野市交差点）

### 道路施設

#### 橋梁
- 高知県
  - 与市明（よいちみょう）川橋（与市明川、宿毛市、国道56号重複区間内）
- 愛媛県
  - 津島大橋（岩松川、宇和島市、国道56号重複区間内）
  - 千歳橋（来村川、宇和島市、国道56号重複区間内）
  - 普達橋（薬師谷川、宇和島市、国道56号重複区間内）
  - 松崎橋（本村川、宇和島市、国道56号重複区間内）
  - 明倫橋（神田川、宇和島市、国道56号重複区間内）
  - 御茶巽橋（辰野川、宇和島市、国道56号重複区間内）
  - 新折付橋（宇和島市）

#### トンネル
- 高知県
  - 与市明トンネル：延長215 m、1992年（平成4年）竣工、宿毛市（国道56号重複区間内）
  - 宿毛トンネル：延長256.7 m、1991年（平成3年）竣工、宿毛市（国道56号重複区間内）
- 愛媛県
  - 正木トンネル：延長226 m、2006年（平成18年）竣工、南宇和郡愛南町（国道56号重複区間内）
  - 一本松トンネル：延長395 m、1972年（昭和47年）竣工、南宇和郡愛南町（国道56号重複区間内）
  - 蓮乗寺（れんじょうじ）トンネル：延長604 m、1986年（昭和61年）竣工、南宇和郡愛南町（国道56号重複区間内）
  - 城辺トンネル：延長532 m、1974年（昭和49年）竣工、南宇和郡愛南町（国道56号重複区間内）
  - 内海トンネル：延長868.6 m、1970年（昭和45年）竣工、南宇和郡愛南町（国道56号重複区間内）
  - 鳥越トンネル：延長258.6 m、1971年（昭和46年）竣工、南宇和郡愛南町 - 宇和島市（国道56号重複区間内）
  - 大場の鼻トンネル：延長161.2 m、1971年（昭和46年）竣工、宇和島市（国道56号重複区間内）
  - 嵐坂トンネル：延長307.5 m、1970年（昭和45年）竣工、宇和島市（国道56号重複区間内）
  - 松尾トンネル：延長1,710 m、1978年（昭和53年）竣工、宇和島市（国道56号重複区間内）
  - 天神トンネル：延長481 m、幅員6.5 m、1997年（平成9年）竣工、宇和島市
  - 丸穂トンネル：延長1,065 m、幅員6.5 m、1994年（平成6年）竣工、宇和島市
  - 柿原トンネル：延長445 m、幅員6.5 m、1990年（平成2年）竣工、宇和島市
  - 鮎返隧道：延長109.5 m、幅員6.0 m、1979年（昭和54年）竣工、宇和島市
  - 岩谷トンネル：延長450 m、幅員6.5 m、1981年（昭和56年）竣工、北宇和郡鬼北町

#### 道の駅
- 愛媛県
  - うわじま きさいや広場（宇和島市弁天町）：支線起点
  - 広見森の三角ぼうし（北宇和郡鬼北町永野市）
  - 日吉夢産地（北宇和郡鬼北町下鍵山）

## 地理

### 通過する自治体
- 高知県
  - 宿毛市
- 愛媛県
  - 南宇和郡愛南町 - 宇和島市 - 北宇和郡鬼北町

### 交差する道路
| 交差する道路                                                                          | 都道府県名 | 市町村名 | 市町村名 | 交差する場所           | 交差する場所       |
| ------------------------------------------------------------------------------------- | ---------- | -------- | -------- | ---------------------- | ------------------ |
| 国道56号 重複区間起点 国道321号                                                       | 高知県     | 宿毛市   | 宿毛市   | 宿毛                   | 起点               |
| 高知県道・愛媛県道7号宿毛城辺線                                                       | 高知県     | 宿毛市   | 宿毛市   | 長田町                 | 宿毛市長田町交差点 |
| 愛媛県道332号篠山公園線                                                               | 愛媛県     | 北宇和郡 | 愛南町   | 正木                   |                    |
| 愛媛県道299号一本松城辺線                                                             | 愛媛県     | 北宇和郡 | 愛南町   | 増田                   |                    |
| 愛媛県道299号一本松城辺線                                                             | 愛媛県     | 北宇和郡 | 愛南町   | 広見                   | 広見交差点         |
| 高知県道・愛媛県道7号宿毛城辺線                                                       | 愛媛県     | 北宇和郡 | 愛南町   | 蓮乗寺                 |                    |
| 愛媛県道46号宇和島城辺線                                                              | 愛媛県     | 北宇和郡 | 愛南町   | 蓮乗寺                 | 蓮乗寺交差点       |
| 愛媛県道297号久良城辺線                                                               | 愛媛県     | 北宇和郡 | 愛南町   | 御荘平城               |                    |
| 愛媛県道34号平城高茂岬線                                                              | 愛媛県     | 北宇和郡 | 愛南町   | 御荘平城               |                    |
| 愛媛県道293号猿鳴平城線                                                               | 愛媛県     | 北宇和郡 | 愛南町   | 御荘平城               |                    |
| 愛媛県道292号網代鳥越線                                                               | 愛媛県     | 北宇和郡 | 愛南町   | 平碆                   |                    |
| 愛媛県道318号後柿之浦線                                                               | 愛媛県     | 宇和島市 | 宇和島市 | 津島町柿之浦           |                    |
| 愛媛県道287号嵐田之浜岩松線                                                           | 愛媛県     | 宇和島市 | 宇和島市 | 津島町嵐               |                    |
| 愛媛県道286号御内下畑地線                                                             | 愛媛県     | 宇和島市 | 宇和島市 | 津島町下畑地           |                    |
| E56 松山自動車道 / 宇和島道路                                                         | 愛媛県     | 宇和島市 | 宇和島市 | 津島町岩松             | 30 津島岩松IC      |
| 愛媛県道287号嵐田之浜岩松線                                                           | 愛媛県     | 宇和島市 | 宇和島市 | 津島町岩松             |                    |
| 愛媛県道37号宇和島下波津島線                                                          | 愛媛県     | 宇和島市 | 宇和島市 | 津島町高田             | 南楽園入口交差点   |
| 高知県道・愛媛県道4号宿毛津島線 重複区間起点                                          | 愛媛県     | 宇和島市 | 宇和島市 | 津島町高田             |                    |
| 高知県道・愛媛県道4号宿毛津島線 重複区間起点                                          | 愛媛県     | 宇和島市 | 宇和島市 | 津島町高田             |                    |
| 愛媛県道46号宇和島城辺線                                                              | 愛媛県     | 宇和島市 | 宇和島市 | 津島町岩渕             | [ 注釈 4 ]         |
| 愛媛県道46号宇和島城辺線                                                              | 愛媛県     | 宇和島市 | 宇和島市 | 祝森                   |                    |
| E56 松山自動車道 / 宇和島道路                                                         | 愛媛県     | 宇和島市 | 宇和島市 | 寄松                   | 28 宇和島南IC      |
| 愛媛県道37号宇和島下波津島線                                                          | 愛媛県     | 宇和島市 | 宇和島市 | 寄松                   | 寄松交差点         |
| 愛媛県道269号無月宇和島線                                                             | 愛媛県     | 宇和島市 | 宇和島市 | 丸之内5丁目            |                    |
| 国道56号 重複区間終点 国道320号 / 別線 国道381号 重複区間起点 愛媛県道268号宇和島港線 | 愛媛県     | 宇和島市 | 宇和島市 | 栄町港1丁目            | 栄町港交差点       |
| 愛媛県道316号奈良近永線                                                               | 愛媛県     | 北宇和郡 | 鬼北町   | 大字奈良               |                    |
| 愛媛県道57号広見三間宇和島線                                                          | 愛媛県     | 北宇和郡 | 鬼北町   | 大字永野市             |                    |
| 国道381号 重複区間終点                                                                | 愛媛県     | 北宇和郡 | 鬼北町   | 大字永野市             | 永野市交差点       |
| 国道441号                                                                             | 愛媛県     | 北宇和郡 | 鬼北町   | 大字永野市             | [ 注釈 5 ]         |
| 愛媛県道280号下鍵山松野線 重複区間起点                                                | 愛媛県     | 北宇和郡 | 鬼北町   | 大字興野々（おきのの） |                    |
| 愛媛県道280号下鍵山松野線 重複区間終点                                                | 愛媛県     | 北宇和郡 | 鬼北町   | 大字興野々             |                    |
| 愛媛県道280号下鍵山松野線 重複区間起点                                                | 愛媛県     | 北宇和郡 | 鬼北町   | 大字上川               |                    |
| 愛媛県道280号下鍵山松野線 重複区間終点                                                | 愛媛県     | 北宇和郡 | 鬼北町   | 大字上川               |                    |
| 愛媛県道282号小倉三間線                                                               | 愛媛県     | 北宇和郡 | 鬼北町   | 大字小倉（おぐわ）     |                    |
| 愛媛県道280号下鍵山松野線                                                             | 愛媛県     | 北宇和郡 | 鬼北町   | 大字延川               |                    |
| 国道197号                                                                             | 愛媛県     | 北宇和郡 | 鬼北町   | 大字下鍵山             | 終点               |

### 交差する鉄道
- 予土線